# Lista odcinków serialu Code Black
Poniżej znajduje się lista odcinków serialu telewizyjnego Code Black – emitowanego przez amerykańską stację telewizyjną CBS od 30 września 2015 roku. W Polsce serial jest emitowany od 3 października 2016 roku przez TV Puls.
| Sezon | Sezon | Odcinki | Oryginalna emisja CBS | Oryginalna emisja CBS | Oryginalna emisja TV Puls | Oryginalna emisja TV Puls | Oryginalna emisja TV Puls |
| Sezon | Sezon | Odcinki | Premiera sezonu       | Finał sezonu          | Premiera sezonu           | Finał sezonu              |                           |
| ----- | ----- | ------- | --------------------- | --------------------- | ------------------------- | ------------------------- | ------------------------- |
|       | 1     | 18      | 30 września 2015      | 24 lutego 2016        | 3 października 2016       | 1 lutego 2017             |                           |
|       | 2     | 16      | 28 września 2016      | 8 lutego 2017         | —                         | —                         |                           |
|       | 3     | 13      | 25 kwietnia 2018      | 18 lipca 2018         | —                         | —                         |                           |

## Sezon 1 (2015-2016)
| Nr | #  | Tytuł                   | Reżyseria           | Scenariusz                         | Premiera CBS         | Premiera TV Puls, TV Puls 2 |
| -- | -- | ----------------------- | ------------------- | ---------------------------------- | -------------------- | --------------------------- |
| 1  | 1  | Pilot                   | David Semel         | Michael Seitzman                   | 30 września 2015     | 3 października 2016         |
| 2  | 2  | We Plug Holes           | Christopher Misiano | Michael Seitzman                   | 7 października 2015  | 10 października 2016        |
| 3  | 3  | Pre-Existing Conditions | Lee Rose            | David Marshall Grant               | 14 października 2015 | 10 października 2016        |
| 4  | 4  | Sometimes it's a Zebra  | Adam Kane           | Brett Mahoney                      | 21 października 2015 | 17 października 2016        |
| 5  | 5  | Doctors with Borders    | David Von Ancken    | Molly Newman                       | 28 października 2015 | 24 października 2016        |
| 6  | 6  | In Extremis             | Vincent Misiano     | Matt Partney, Corey Evett          | 4 listopada 2015     | 7 listopada 2016            |
| 7  | 7  | Buen Arbol              | Nick Gomez          | Corinne Marrinan                   | 11 listopada 2015    | 14 listopada 2016           |
| 8  | 8  | You Are the Heart       | Alex Zakrzewski     | David Marshall Grant               | 18 listopada 2015    | 23 listopada 2016           |
| 9  | 9  | The Son Rises           | Andrew Bernstein    | Michael Seitzman, Kristen Kim      | 25 listopada 2015    | 30 listopada 2016           |
| 10 | 10 | Cardiac Support         | Oz Scott            | Brett Mahoney                      | 2 grudnia 2015       | 7 grudnia 2016              |
| 11 | 11 | Black Tag               | Rob Bailey          | David Marshall Grant               | 9 grudnia 2015       | 14 grudnia 2016             |
| 12 | 12 | The Fog of War          | Rob Bailey          | David Marshall Grant               | 13 stycznia 2016     | 21 grudnia 2016             |
| 13 | 13 | First Date              | Constantine Makris  | Kristen Kim                        | 20 stycznia 2016     | 28 grudnia 2016             |
| 14 | 14 | The Fifth Stage         | Oz Scott            | Brett Mahoney                      | 27 stycznia 2016     | 4 stycznia 2017             |
| 15 | 15 | Diagnosis of Exclusion  | David Von Ancken    | Corey Evett, Matthew Partney       | 3 lutego 2016        | 11 stycznia 2017            |
| 16 | 16 | Holy Mary               | Alex Zakrzewski     | Molly Newman                       | 10 lutego 2016       | 18 stycznia 2017            |
| 17 | 17 | Love Hurts              | Constantine Makris  | David Marshall Grant, Ryan McGarry | 17 lutego 2016       | 25 stycznia 2017            |
| 18 | 18 | Blood Sport             | David Von Ancken    | Michael Seitzman and Kayla Alpert  | 24 lutego 2016       | 1 lutego 2017               |

## Sezon 2 (2016-2017)
| Nr | #  | Tytuł                | Reżyseria          | Scenariusz                            | Premiera CBS         | Premiera     |
| -- | -- | -------------------- | ------------------ | ------------------------------------- | -------------------- | ------------ |
| 19 | 1  | Second Year          | Loni Peristere     | Michael Seitzman                      | 28 września 2016     | nieemitowany |
| 20 | 2  | Life and Limb        | Lee Rose           | David Marshall Grant                  | 5 października 2016  | nieemitowany |
| 21 | 3  | Corporeal Form       | David Von Ancken   | Corey Evett, Matthew Partney          | 12 października 2016 | nieemitowany |
| 22 | 4  | Demons and Angels    | Luis Prieto        | Michael Brandon Guercio               | 26 października 2016 | nieemitowany |
| 23 | 5  | Landslide            | David McWhirter    | Jessica Ball                          | 2 listopada 2016     | nieemitowany |
| 24 | 6  | Hero Complex         | David Von Ancken   | Kayla Alpert                          | 9 listopada 2016     | nieemitowany |
| 25 | 7  | What Lies Beneath    | Constantine Makris | Zachary Lutsky                        | 16 listopada 2016    | nieemitowany |
| 26 | 8  | 1.0 Bodies           | P.J. Pesce         | Kristen Kim                           | 23 listopada 2016    | nieemitowany |
| 27 | 9  | Sleight of Hand      | Rob Greenlea       | Julian Meiojas                        | 30 listopada 2016    | nieemitowany |
| 28 | 10 | Ave Maria            | Kelly Makin        | Kevin Hazzard                         | 7 grudnia 2016       | nieemitowany |
| 29 | 11 | Exodus               | Jet Wilkinson      | Corey Evett & Matthew Partney         | 21 grudnia 2016      | nieemitowany |
| 30 | 12 | One in a Million     | Rob Bailey         | David Marshall Grant, Jessica Ball    | 4 stycznia 2017      | nieemitowany |
| 31 | 13 | Unfinished Business  | David Von Ancken   | Michael Seitzman                      | 11 stycznia 2017     | nieemitowany |
| 32 | 14 | Vertigo              | Carol Banker       | Kayla Alpert, Michael Brandon Guercio | 25 stycznia 2017     | nieemitowany |
| 33 | 15 | The Devil's Workshop | David Von Ancken   | Corey Evett, Matthew Partney          | 1 lutego 2017        | nieemitowany |
| 34 | 16 | Fallen Angels        | Michael Seitzman   | Jessica Ball, Julian Meiojas          | 8 lutego 2017        | nieemitowany |

## Sezon 3 (2018)
| Nr | #  | Tytuł                            | Reżyseria        | Scenariusz                           | Premiera CBS     | Premiera TV Puls, TV Puls 2 |
| -- | -- | -------------------------------- | ---------------- | ------------------------------------ | ---------------- | --------------------------- |
| 35 | 1  | Third Year                       | Rob Bowman       | Michael Seitzman                     | 25 kwietnia 2018 | nieemitowany                |
| 36 | 2  | Better Angels                    | P. J. Pesce      | David Marshall Grant                 | 2 maja 2018      | nieemitowany                |
| 37 | 3  | La Familia                       | Michael Schultz  | Barbie Kligman                       | 9 maja 2018      | nieemitowany                |
| 38 | 4  | The Same as Air                  | Diana Valentine  | Corey Evett, Matthew Partney         | 16 maja 2018     | nieemitowany                |
| 39 | 5  | Cabin Pressure                   | Randy Zisk       | Mike Weiss                           | 30 maja 2018     | nieemitowany                |
| 40 | 6  | Hell's Heart                     | Larry Shaw       | Eduardo Javier Canto, Ryan Maldonado | 30 czerwca 2018  | nieemitowany                |
| 41 | 7  | Step Up                          | Ed Ornelas       | Jessica Ball                         | 6 czerwca 2018   | nieemitowany                |
| 42 | 8  | Home Stays Home                  | Lin Oeding       | Rebecca Cutter                       | 13 czerwca 2018  | nieemitowany                |
| 43 | 9  | Only Human                       | Doug Hannah      | David Marshall Grant                 | 20 czerwca 2018  | nieemitowany                |
| 44 | 10 | Change of Heart                  | Jennifer Lynch   | Barbie Kligman                       | 27 czerwca 2018  | nieemitowany                |
| 45 | 11 | One of Our Own                   | Nicole Rubio     | Corey Evett, Matthew Partney         | 4 lipca 2018     | nieemitowany                |
| 46 | 12 | As Night Comes and I'm Breathing | Thomas J. Wright | Jessica Ball                         | 11 lipca 2018    | nieemitowany                |
| 47 | 13 | The Business of Saving Lives     | Rob Bowman       | Mike Weiss                           | 18 lipca 2018    | nieemitowany                |